# حمد العوسجي
حمد بن عبد العزيز العوسجي، هو أحد علماء الدولة السعودية الثانية، ويعد مرجعًا في حوادث نجد وقبائلها، جمّل علمه بالعبادة والزهد.

## نسبه
حمد عبد العزيز بن محمد بن عبد العزيز بن محمد ابن حمد بن علي بن سلامة بن عمران العوسجي البدراني الدوسري.

## المولد والنشأة
ولد عام 1245هـ (1829م)
في محافظة ثادق ونشأ فيها وتزوج من لطيفه بنت عبدالله بن عبدالمحسن السويلم .

## التأسيس والتكوين
تربى على يد والده حفظ القرآن الكريم، وطلب العلم على يد الشيخ محمد بن مقرن في حريملاء حتى تمكّن والشيخ عبدالعزيز بن حسن، كما تتلمذ على يد أكبر علماء الرياض رغبة في المزيد من العلم حتى أصبح من علماء الحديث والتفسير قد عرف بقوة في الحفظ وسرعة في الفهم حتى صار من العلماء البارزين في زمنه، وهو من بيت علم وكرم وجود.

## أبرز أعماله
- عينه الإمام فيصل بن تركي قاضيًا في محافظة سدير.
- تولى القضاء في إقليم الوشم بطلب من الإمام عبدالله بن فيصل
- نقل إلى إقليم الشعيب والمحمل بعد وفاة قاضي الشعيب والمحمل الشيخ عبد العزيز بن حسن في سنة 1299هـ .

## وفاته
توفي في عام 1320هـ ( 1911م ) 

## وصلات خارجية
- حمد العوسجي.. العالم والقاضي